# امارت‌های امارات متحده عربی
امارات متحده عربی از هفت امارت تشکیل شده‌است که از نظر تاریخی تحت عنوان ساحل آشتی شناخته می‌شدند. در میان امارت‌ها هیچگونه مرزی که مانع رفت‌وآمد باشد وجود ندارد.
| Flag | امارت           | نام عربی                   | تاریخ پیوستن به امارات | مرکز      | جمعیت     | درصد از کل جمعیت | مساحت (km2) | مساحت (sq mi) | درصد از کل مساحت | تراکم (جمعیت / km2) |
| ---- | --------------- | -------------------------- | ---------------------- | --------- | --------- | ---------------- | ----------- | ------------- | ---------------- | ------------------- |
|      | امارت ابوظبی    | أبو ظبی ʾAbū dhabī         | ۲ دسامبر ۱۹۷۱          | ابوظبی    | ۲,۷۸۴,۴۹۰ | ۲۷٪              | ۶۷,۳۴۰      | ۲۶,۰۰۰        | ۸۶.۷٪            | ۲۴.۹                |
|      | امارت عجمان     | عجمان ʿAjmān               | ۲ دسامبر ۱۹۷۱          | عجمان     | ۵۰۴,۸۴۶   | ۴٪               | ۲۵۹         | ۱۰۰           | ۰.۳٪             | ۹۹۶.۱               |
|      | امارت دبی       | دبی Dubai                  | ۲ دسامبر ۱۹۷۱          | دبی       | ۴,۱۷۷,۰۵۹ | ۴۱٪              | ۳,۸۸۵       | ۱,۵۰۰         | ۵.۰٪             | ۶۴۴.۲               |
|      | امارت فجیره     | الفجیرة Al-Fujayrah        | ۲ دسامبر ۱۹۷۱          | فجیره     | ۱۵۲,۰۰۰   | ۱٪               | ۱,۱۶۵       | ۴۵۰           | ۱.۵٪             | ۱۰۹.۰               |
|      | امارت رأس‌الخیمه | رأس الخیمة Raʾs al-khaimah | ۱۰ فوریه ۱۹۷۲          | رأس‌الخیمه | ۴۱۶,۶۰۰   | ۳٪               | ۱,۶۸۴       | ۶۵۰           | ۲.۲٪             | ۱۲۱.۷               |
|      | امارت شارجه     | الشارقة Aš-Šāriqah         | ۲ دسامبر ۱۹۷۱          | شارجه     | ۲,۳۷۴,۱۳۲ | ۲۳٪              | ۲,۵۹۰       | ۱,۰۰۰         | ۳.۳٪             | ۲۶۱.۸               |
|      | امارت ام‌القیوین | أم القیوین ʾUmm Al-Qaywayn | ۲ دسامبر ۱۹۷۱          | ام‌القیوین | ۷۲,۰۰۰    | <۱٪              | ۷۷۷         | ۳۰۰           | ۱.۰٪             | ۸۷.۵                |